# Guitarra Portuguesa (Carlos Paredes)
Guitarra Portuguesa è il primo album del compositore Carlos Paredes. Fu pubblicato nel 1967.
Le registrazioni avvennero nello studio della casa Valentim de Carvalho, nella freguesia di Paço de Arcos, con Hugo Ribeiro come tecnico del suono.

## Fortuna
Per celebrare il proprio venticinquennale, la rivista portoghese di musica Blitz pubblicò nel 2009 un numero speciale, contenente liste dei migliori album portoghesi per decade, partendo dagli anni sessanta. Guitarra portuguesa fu indicato da una giuria composta da cinquanta tra musicisti, critici e produttori, il miglior album di musica portoghese degli anni sessanta.
Guitarra Portuguesa è la musica che apre e chiude il film Il quinto impero - Ieri come oggi di Manoel de Oliveira. Proiettato per la prima volta alla Mostra del Cinema di Venezia il 10 settembre 2004 e in sala, in Portogallo, il 27 gennaio 2005.
Nel 2011, l'etichetta statunitense Drag City, su interessamento del chitarrista Ben Chasny, decise di ripubblicare in LP Guitarra Portuguesa (che non veniva ristampato dal 1983) e Movimento Perpètuo (secondo album di Paredes).

## Tracce

### Lato A
1. Variações em Ré maior
2. Porto Santo
3. Fantasia
4. Melodia N.2
5. Dança
6. Canção verdes anos

### Lato B
1. Divertimento
2. Romance N.1
3. Romance N.2
4. Pantomima
5. Melodia N.1

## Formazione
- Carlos Paredes - chitarra portoghese
- Fernando Alvim - chitarra classica (in tutti i brani, tranne Pantomima)